# Paronychia mandoniana
Paronychia mandoniana är en nejlikväxtart som beskrevs av Paul Rohrbach.
Paronychia mandoniana ingår i släktet prasselörter och familjen nejlikväxter. Inga underarter finns listade i Catalogue of Life.